# Никл
Никл (Ni, лат. niccolum) метал је B групе. Има 14 изотопа чије се атомске масе налазе између 53—67, од којих је постојано 5 (58, 60, 61, 62, 64). Он је сребрнасто-светли сјајни метал са благим златним нијансама. Никл припада прелазним металима, веома је тврд и дуктилан. Чисти никл показује знатну хемијску активност, која се може посматрати када се он претвори у прах (да би се повећала површина изложена хемијској реакцији), док већи комади метала реагују врло споро, стајањем на ваздуху при условима околине полако граде заштитни слој оксида на површини. Чак и у том случају, никл је довољно реактиван са кисеоником па се самородни никл врло ретко може наћи на површини Земље, а такав никл је ограничен само на унутрашњост већих никл-жељезних метеорита где је заштићен од оксидације током времена које такав метеорит проведе у свемиру. На Земљи, такав самородни никл пронађен је у комбинацији са жељезом, што је рефлексија порекла тих елемената као највећих крајњих производа нуклеосинтезе супернова. Сматра се да мешавина жељеза и никла чини унутрашње језгро Земље.
Кориштење никла (у виду метеоритске никл-жељезне легуре) може се пратити у давну прошлост, у периоду око 3500. п. н. е. Међутим, као хемијски елемент никл је први пут изоловао и класификовао Аксел Кронстедт 1751. године, који је првобитно погрешно идентификовао његову руду као минерал бакра. Име елемента потиче од имена несташног духа из немачке рударске митологије, Никела, који је персонификација чињенице да су се бакарно-никлове руде опирале њиховом рафинирању у бакар. Економски значајан извор никла је жељезна руда лимонит, која често садржи 1-2% никла. Други важни рудни минерали никла су гарниерит и пентландит. Највећи произвођачи руде никла су Канада (регија Садбери, где се копа руда за коју се сматра да је метеоритског порекла), Нова Каледонија у Тихом океану и Норилск у Русији.
Због споре оксидације никла при собној температури, он се сматра отпорним на корозију. Историјски, ова чињеница је довела до његовог кориштења за прекривање других метала, нарочито жељеза и месинга, за облагање хемијске опреме и израду одређених легура које задржавају високи сребрени сјај, попут такозваног немачког сребра. Око 6% светске производње никла и данас се користи за облагање метала чистим никлом у сврху заштите од корозије. Сматра се да предмети обложени никлом могу изазвати алергију на никл. Никл се доста користи за производњу разних кованица, мада је раст цене на тржишту последњих година довео до његове замене јефтинијим металима.
Никл је један од четири елемента који показују феромагнетне особине око собне температуре. Алнико стални магнети, засновани једним делом на никлу, имају средњу снагу између сталних магнета заснованих на жељезу и магнета ретких земаља. Никл у модерном свету је вредан углавном због његових легура. Око 60% светске производње потроши се за никлове челике (нарочито нерђајући челик). Друге најчешће легуре, као и неке нове суперлегуре, чине највећи део остале потрошње никла у свету, док употреба никлових једињења у хемијској индустрији учествује са мање од 3% у укупној производњи никла. У једињењима, никл има бројне нише хемијских начина производње, као што је катализатор за хидрогенацију. Ензими у неким микроорганизмима и биљкама садрже никл као активно место, што чини овај метал незамењивим храњивим састојком за та бића.

## Историјат
За разлику од Кинеза, који су изгледа за никл знали од давнина, у Европи се тек пред крај седамнаестог века појавио немачки израз kupfernickel који је значио „лажни бакар“, а односио се на руду која је имала изглед бакарне, али није давала бакар када је третирана уобичајеним процесом. Аксел Кронстедт је 1751. године констатовао да ова руда садржи неки нови метал. Његово гледиште тада није било прихваћено, па је Ле Саж тврдио да је у питању једињење кобалта, гвожђа, арсена и бакра. Торберн Бергман је доказао да је Кронстедтов метал заправо нови елемент, али не у чистом стању.

## Распрострањеност и налажење
Заступљен је у земљиној кори у количини од 80 ppm (енгл. parts per million) у облику минерала који скоро обавезно садрже и кобалт: милерита, гарсдорфита и гарниерита. Најважнија налазишта се налазе у Садберију (Онтарио, Канада). Чист никл се налази у неким метеоритима.

## Експлоатација руда
Руде овог метала обично садрже и халкопирит и друге минерале бакра и гвожђа. Концентровање руде врши се флотацијом, па се руда пржи да би се уклонио један део сумпора. Потом се руда топи са кварцом, коксом и кречњаком у мањој јамичастој пећи, при чему остаје смеша сулфида никла, бакра и гвожђа. Оксидацијом се одстрањује гвожђе и највећи део сумпора. Добијена смеша може да послужи за добијање легуре јер садржи сулфид никла и бакра. да би се одвојио и бакар, смеша се топи са бисулфатом и коксом у вертикалној пећи. Бисулфат се редукује у сулфат који раствара купро-сулфид, пре него никл-сулфид, па се зато стварају два слоја када се смеша охлади и очврсне. Горњи садржи готово сав бакар, а доњи никл. Доњи се потом пржи да би се превео у оксид, да би се потом редуковао у сирови метал за рафинацију. Ово је познато као Орфордов процес.

## Особине
Никл је умерено тврд, блистав метал сребрнобеле боје отпоран на корозију. Магнетичан је. На ваздуху је постојан на обичним температурама, а у кисеонику сагорева градећи оксид. Разблажена хлороводонична и сумпорна киселина споро делују на њега, али азотна киселина делује лако и тада се гради никл-нитрат.

### Атомске и физичке особине
| Земља                     | 2011. | 2012. |
| ------------------------- | ----- | ----- |
| Филипини                  | 270   | 330   |
| Индонезија                | 290   | 320   |
| Русија                    | 267   | 270   |
| Аустралија                | 215   | 230   |
| Канада                    | 220   | 220   |
| Бразил                    | 209   | 140   |
| Нова Каледонија           | 131   | 140   |
| Укупна светска производња | 1.940 | 2.100 |

Никл је сребрнасто бели метал са благим златним нијансама, који има изузетно високи сјај. Он је један од само четири хемијска елемента који су магнетични на приближно собној температури; друга три су жељезо, кобалт и гадолинијум. Киријева тачка никла износи 355 °C, што значи да комади никла изнад ове температуре нису магнетични. Јединична ћелија никла има кубичан плошно центрирани облик уз параметар решетке од 0,352 nm, што даје атомски радијус од 0,124 nm. Ова кристална структура је стабилна до притиска од најмање 70 GPa. Никл припада прелазним металима, доста је тврд и дуктилан.

#### Проблем електронске конфигурације
Атом никла има две електронске конфигурације,  и , које су врло близу по енергији, симбол [] означава структуру језгра сличну аргону. У научним круговима постоји одређено неслагање о томе коју од ове две конфигурације треба сматрати оном са најнижом енергијом. Хемијски приручници наводе електронску конфигурацију никла []  или еквивалентну као . Ова конфигурација одговара Маделунговом правилу, које предвиђа да се 4s попуњава пре 3d. Ову теорију подржава и експериментална чињеница да је стање најниже енергије атома никла енергетски ниво , тачније ниво  = 4.
Међутим, свака од ових конфигурација заправо изазива сет стања са различитим енергијама. Два сета енергија се међусобно преклапају, а просечна енергија стања има конфигурацију  која је заправо нижа од просечне енергије стања које има конфигурацију . Из тог разлога, научна литература о атомским прорачунима наводи да је конфигурација основног стања никла .

### Изотопи
Никл у природи састављен је из пет стабилних изотопа: 58
Ni, 60
Ni, 61
Ni, 62
Ni и 64
Ni, међу којима је највише заступљен 58
Ni са уђелом од 68,077% распрострањености. Изотоп 62
Ni има највишу нуклеарну енергију везања од свих нуклида. Његова енергија везања је виша од изотопа 56
Fe, чија се често погрешно наводи као највиша, као и изотопа 58
Fe. Познато је 18 радиоактивних изотопа међу којима је најстабилнији 59
Ni чије време полураспада износи 76 хиљада година. Следи изотоп 63
Ni са временом полураспада од 100,1 година те 56
Ni са временом полураспада од 6,077 дана. Сви остали радиоактивни изотопи имају времена полураспада краћа од 60 сати, а већина их има времена полураспада краћа од 30 секунди. Овај елемент такође има и једно мета стање.
Изотоп никл-56 производи се током процеса горења силиција те се касније ослобађа у великим количинама током супернове типа Ia. Облик светлосне криве ових супернови почев од средњих до каснијих периода одговара распаду путем електронског захвата никла-56 до кобалта-56 те коначно до жељеза-56. Изотоп никл-59 је дуговечни космогени радионуклид са временом полураспада од око 76 хиљада година. Тај изотоп је нашао многе начине примене у изотопској геологији. 59
Ni се користи за одређивање земаљског времена метеорита те одређивања количине ванземаљске прашине у леду и седиментима. Изотоп никл-60 је кћерински производ радионуклида жељеза-60, који се распада са временом полураспада од 2,6 милиона година. Пошто је жељезо-60 тако дуговечно, његова сталност у материјалима у Сунчевом систему у довољно високим концентрацијама је можда генерирало приметне варијације у изотопском саставу никла 60
Ni. Самим тим, количина 60
Ni присутан у ванземаљском материјалу може дати увид у порекло Сунчевог система и његове ране историје. Изотоп никл-62 има највишу енергију везивања по језгру од свих изотопа било којег елемента (8,7956 MeV/језгру). Изотопи тежи од 62
Ni не могу се добити нуклеарном фузијом без губитка енергије. Изотоп 48Ni, откривен 1999, је изотоп тешког елемента који је најбогатији протонима. Са 28 протона и 20 неутрона, тај изотоп је двоструко магичан (попут олова 208) i stoga neuobičajeno stabilan.

## Важна једињења никла
Никл гради низ једињења, оксиде, хидроксид и соли. Гради и низ комплексних једињења као на пример хексаммин-никл(II)-бромид.

## Доказивање и одређивање никла
- Никлове соли дају зелене растворе.
- Соли никла са водоник-сулфидом у алкалном раствору дају црни талог (сулфид).
- Соли никла са амонијум-хидроксидом дају зелени талог који се раствара у вишку реагенса дајући раствор плаве боје.
- За квантитативно одређивање никла се користи диметилглиоксим који у неутралном или алкалном раствору са никлом гради чврсто једињење  црвене боје.

## Употреба
Користи се за превлачење других метала (никловање) ради заштите, јер је сам отпоран на корозију и има сребрнаст сјај. У ову сврху посебно се употребљава легиран са сребром. Никл у праху се користи као катализатор у многим реакцијама у индустрији, као што је производња маргарина (при стврдњавању уља).
Легуре никла и бакра се користе за израду кованог новца, прибора за јело. Никл се такође додаје челику и другим легурама да би повећао њихову отпорност на корозију (тада има 6-12% никла). Никлохромни челици (1,5-3,0% никла) су веома тврди и отпорни на ударце, па се користе за прављење делова мотора са унутрашњим сагоревањем. У зависности од процентног удела никла у легури, као и елемената који се уз никл користе за легирање, добијају се различите легуре које имају различите намене (инвар, пермалој, платинит, монел-метал, купроникл, манганин).

## Биолошки значај
Никл је микроелементи присутан у многим ензимима. Дневно би га требало минимално уносити у количини 0,3 милиграма. У спрашеном стању никл се користи као катализатор. На пример, у процесу хидрогенизовања биљних уља.

## Никл у Србији
Налазиште руде има на Голешу код Липљана и у подручју планине Рудника у Шумадији. На планини Голешу постоји рудник никла, а у Глоговцу топионица никла.